# Klein Maarslag
Klein Maarslag is een gehucht ten zuiden van Mensingeweer in de gemeente Het Hogeland in de Nederlandse provincie Groningen. Het ligt tussen Warfhuizen, Mensingeweer en Schouwerzijl. Het is bereikbaar via een betonweg vanaf de weg tussen Mensingeweer en Schouwerzijl en via een kleipad vanaf de Abelstokstertil.

## Geschiedenis
Klein Maarslag is waarschijnlijk rond de jaartelling of nog wat later als wierde opgeworpen vanuit de veel grotere wierde Groot Maarslag. De wierde lag op een strategische plek aan de benedenloop van de Hunze. Deze strategische plek verdween na de Sint-Marcellusvloed van 1361 of 1362, toen de zijl van Schilligeham doorbrak en besloten werd om het Reitdiep van zeedijken te voorzien. De noordelijke benedenloop van de Hunze verwerd toen tot een klein riviertje, die plaatselijk de Kromme Raken wordt genoemd. Een oude naam voor het dorp is Marsliar (Munsterse parochielijst van 1475). De naam wordt verklaard uit de Oudfriese woorden 'mar' ("waterloop") en 'slagt' of 'slachte' ("oeverversterking" of "dijk"). Waarschijnlijk kunnen ook de oudere benamingen Marisfliete (945 klooster Fulda, kopie midden 12e eeuw), Marsfliata (1e helft 11e eeuw), Marslete en Marslati (beide eind 11e eeuw) gelijkgesteld worden aan Maarslag (en niet aan de veel later gegraven Maarvliet), waarbij het Oudfriese 'fliet' dan verwijst naar een waterloop in getijdengebied. De 'dijk' (slag) heeft dan in de loop der eeuwen de 'rivier' (fliet) in de naam verdrongen.
Klein Maarslag is in het verleden een volwaardig dorp geweest. Het enige dat resteert van het vroegere dorp is het oude kerkhof. Dit grafveld was wellicht al voor de kerstening in gebruik en lag er blijkens opgravingen in elk geval al voordat er een kerk werd gesticht. Op 26 maart 1584 werd het dorp Maarslag en haar kerk door Staatse troepen uit Friesland in brand gestoken uit wraak voor een strooptocht door troepen van Francisco Verdugo. De wierde van Klein Maarslag werd in de 19e of 20e eeuw voor het grootste deel afgegraven. Het resterende deel steekt tot ongeveer 1,8 meter uit boven de omgeving.
Ten oosten van de wierde staan tegenwoordig alleen een huis en een boerderij. In de 19e eeuw stonden er nog 6 huizen. Deze huizen zijn allemaal afgebroken tussen 1850 en 1930.

## Kerk en kerkhof
Op de wierde heeft een kerk gestaan. In 1953 verrichtte professor Albert van Giffen opgravingen op de wierde, als onderdeel van grote opknapbeurt van het kerkhof. Hij achterhaalde dat deze kerk waarschijnlijk in drie fasen werd gebouwd, waarvan de laatste fase dateerde uit de 12e eeuw of later. Houten voorgangers van deze kerk werden niet aangetroffen. De kerk was waarschijnlijk opgetrokken uit tufsteen en werd waarschijnlijk gesticht vanuit de moederkerk van Baflo, tot wiens decanaat het kerspel lange tijd behoorde. Na de reductie van 1594 werd het kerspel Maarslag vanaf 1635 bediend vanuit Warfhuizen en vanaf 1676 vanuit Zuurdijk. In 1682 ging de kerkgemeente een combinatie aan met Mensingeweer.
Mogelijk werd het oude inspringende koor rond 1600 vervangen door een groter bakstenen koor. De fundamenten van het oude koor liggen binnen het nieuwe koor en de oudste graven binnen het nieuwe koor dateren uit de 17e eeuw (de oudste van 1609). Met dit koor was de kerk groter dan die van Mensingeweer en het kerspel was ook groter (althans in elk geval tot 1755). De boerderij naast de wierde was verplicht om voor de dienstdoende predikant een plek bij de haard te reserveren en stalling te bieden aan zijn paard. In 1811 werd de kerk zoals veel andere wegens bouwvalligheid en gebrek aan geld voor restauratie op afbraak verkocht. Bij de kerk heeft waarschijnlijk geen stenen toren gestaan, maar altijd een houten klokkenstoel. In 1789 en 1880 werd deze klokkenstoel vernieuwd. In 1911 werd de klokkenstoel afgebroken en de kerkgemeente opgeheven. De luidklok uit 1621 werd toen in de kerk van Mensingeweer gehangen. Na de opgravingen werden in 1960 de plattegronden van de oude en de nieuwe kerk op de wierde aangegeven. De fasering werd aangegeven door middel van verschillende steenslag. Later is echter alles bedekt met schelpen, zodat de fasering niet meer zichtbaar is.
Op het kerkhof liggen een twintigtal zerken. De oudste zerk is van 1609 en heeft waarschijnlijk vroeger in de kerk gelegen. Vanaf het kerkhof loopt een Lijkenlaantje naar Groot Maarslag, dat in 1995 tot recreatief schelpenpad werd gemaakt, maar sindsdien weer verworden is tot graspad.

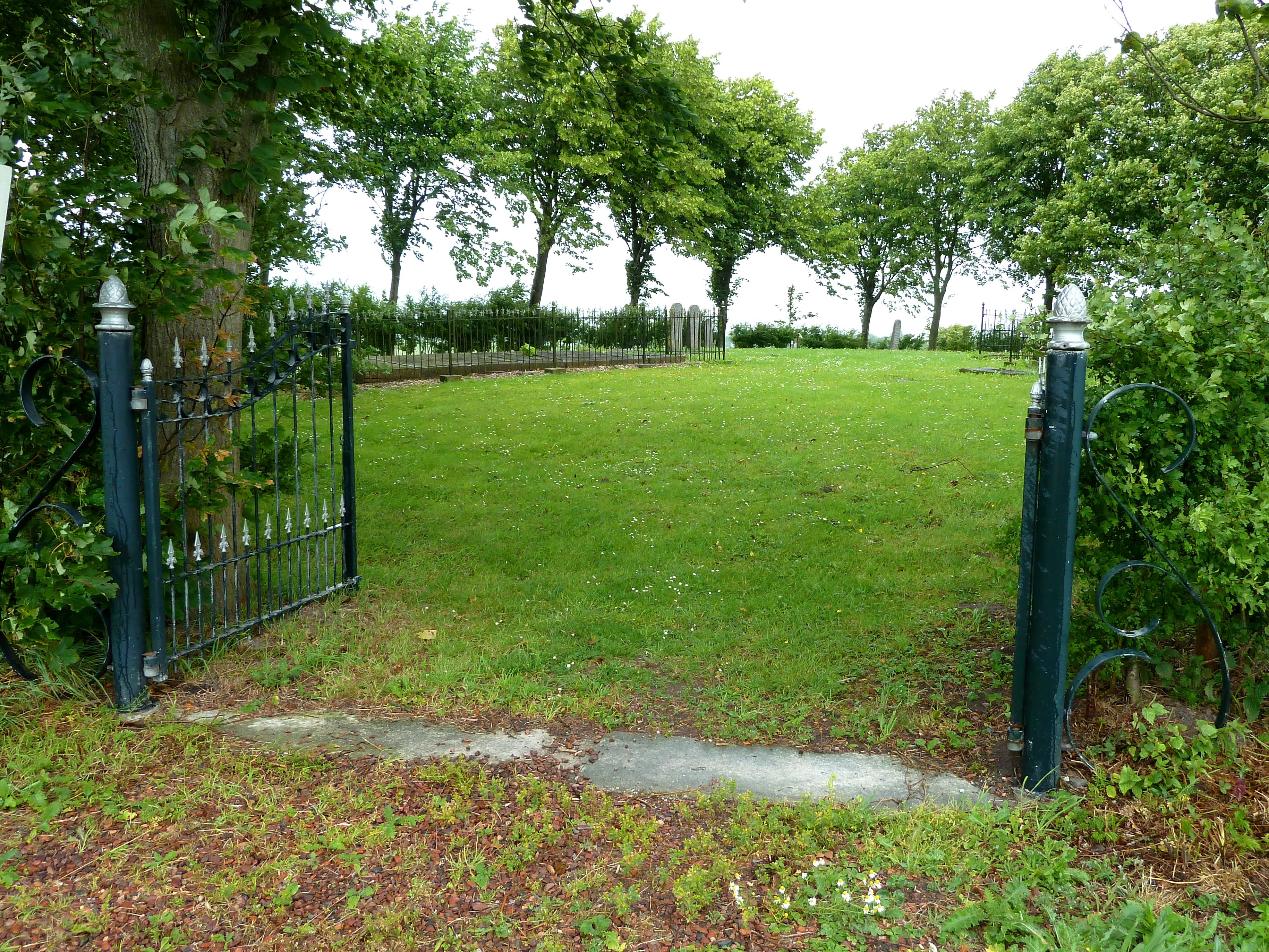
Ingang naar het wierdekerkhof
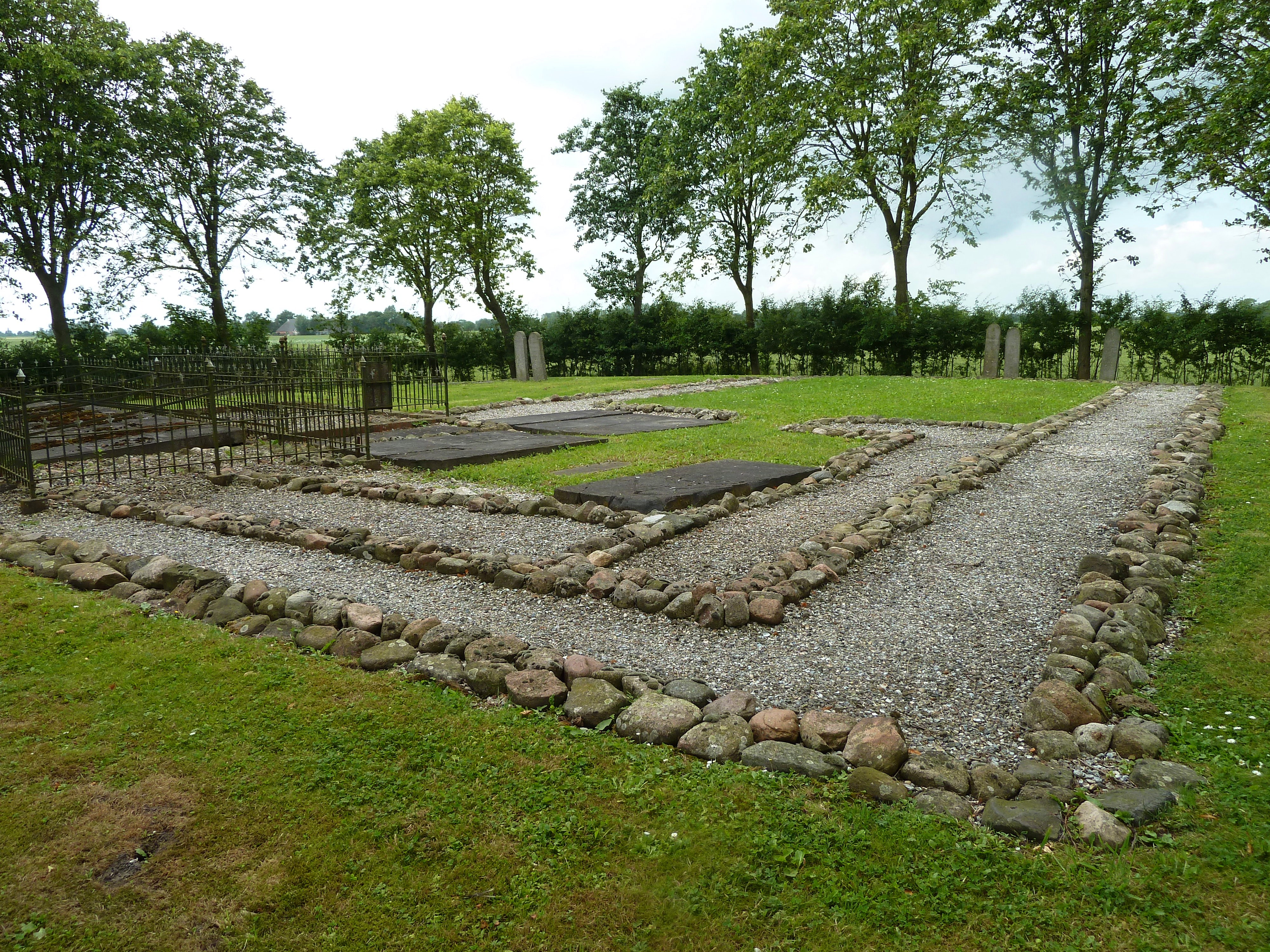
Omtrek van de vroegere kerk met een deel van de zerken nog altijd binnen de omtrek.
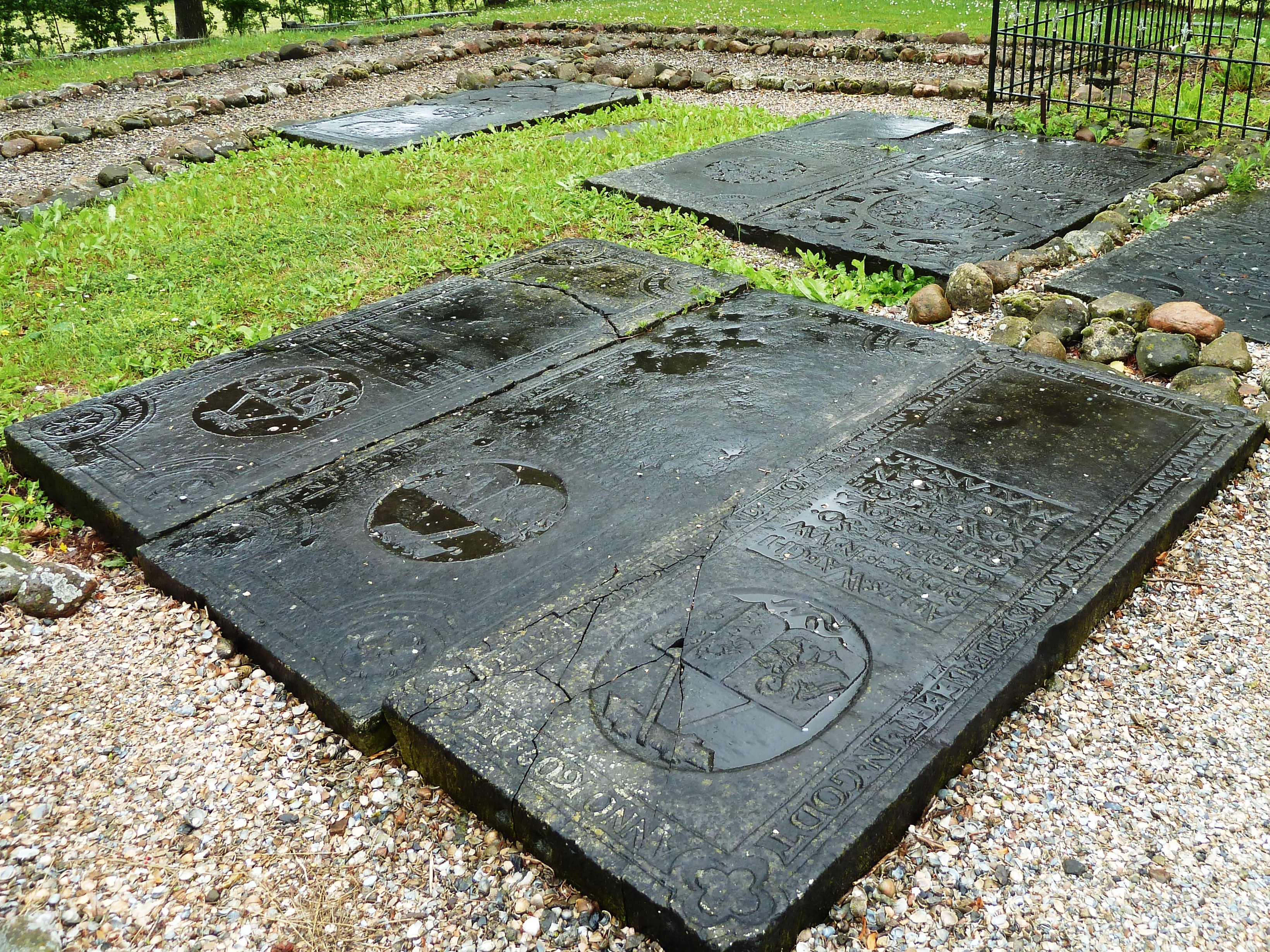
Graven op het kerkhof met rechts het graf uit 1609.